# Thác Nà Noọc
Thác Nà Noọc, còn gọi là thác Giềng hay thác Bạc, là thác nước ở chân Đèo Áng Toòng phường Xuất Hóa thành phố Bắc Kạn tỉnh Bắc Kạn, Việt Nam.
Thác Nà Noọc có chiều dài khoảng 5 km, bắt nguồn từ hai dòng suối là suối Nậm Dắt và suối Nà Khu thuộc xã Tân Sơn, huyện Chợ Mới. Toàn bộ hệ thống thác Nà Noọc gồm 5 ngọn thác có độ cao 300 m so với mực nước biển. Vào mùa mưa, thác nước trông xa như một chiếc khăn lụa trắng mềm mại. Khu vực thác Nà Noọc chủ yếu là rừng nguyên sinh với thảm thực vật, động vật phong phú, có giá trị về du lịch cũng như về nghiên cứu địa chất, địa mạo và rừng .

## Tiềm năng du lịch
Thác Nà Noọc cùng với cảnh quan hồ nước của Thủy điện Thác Giềng 1 22°05′46″B 105°53′45″Đ / 22,09598°B 105,895901°Đ và Đèo Áng Toòng 22°05′23″B 105°56′39″Đ / 22,089722°B 105,944167°Đ tạo ra một tổ hợp có tiềm năng du lịch lớn trong vùng.

## Tên gọi
Từ cuối thế kỷ 20 nhiều người gọi tên thác theo tên của thôn Thác Riềng thuộc phường Xuất Hóa, thôn ờ kề ngã ba Xuất Hóa 22°04′43″B 105°52′51″Đ / 22,078619°B 105,88096°Đ, là ngã ba rẽ từ quốc lộ 3 sang quốc lộ 3B. Mặt khác một số đổi phát âm thành Thác Giềng, rồi từ đó các đối tượng liên quan được đặt tên theo, như "Khu Du lịch sinh thái Thác Giềng" trên suối Nậm Dắt, "Thủy điện Thác Giềng" trên Sông Cầu.
Tên "Thác Riềng" có dẫn xuất từ tên "núi Thác Riềng", và là tên dùng trong các bản đồ cũng như trong văn liệu hành chính trước đây. Ví dụ tài liệu quan trắc thủy văn vẫn dùng tên trạm là "Trạm thủy văn Thác Riềng".